# Oswald Sattler
Oswald Sattler (Castelrotto, 7 dicembre 1957) è un cantante e musicista italiano.
Nel suo repertorio prevale la Volksmusik tradizionale in lingua tedesca, ma anche canzoni in italiano.
Ha raggiunto la notorietà quando era seconda voce e chitarrista dei Kastelruther Spatzen, finché nel 1996 non ha scelto di intraprendere la carriera solista, con successo.
Ha partecipato a numerose edizioni del Grand Prix der Volksmusik (vinto nel 2000 in coppia con Jantje Smit, con Ich zeig dir die Berge, nel primo anno in cui erano ammessi rappresentanti dell'Alto Adige), del Volkstümliche Hitparade (organizzato dalla rete televisiva ZDF, vinto nel 1998 con Ciao Maria Ciao, nel 1999 con Cuore di Montagna e nel 2001 con Bolero Montagna) e della Schlagerparade der Volksmusik (della ARD, vinto nel 1998 sempre con Ciao Maria Ciao e nel 2002 in coppia con Andy Borg con Ich könnt ohne Berge nicht leben). A questi riconoscimenti vanno aggiunti una nomination agli Amadeus Austrian Music Award e agli Echo.

## Discografia
La sua casa discografica è la Koch Media-Universal
- 1996 - Danke Freunde
- 1997 - Die Prinzessin der Dolomiten
- 1998 - Abend über Südtirol
- 1999 - Das Herz der Berge
- 1999 - Gloria in Excelsis Deo - Religiöse Lieder
- 2000 - Ich zeig' Dir die Berge
- 2001 - Bin ein Kind von Südtirol
- 2002 - Bolero Montagna
- 2002 - Ich könnt' ohne Berge nicht leben
- 2002 - Die weißen Sterne der Berge
- 2002 - Stella Romantika (raccolta)
- 2003 - Kyrie Eleison - Religiöse Lieder
- 2004 - Einfach Danke
- 2004 - Stille Nacht, heilige Nacht
- 2005 - Meine Heimat
- 2006 - Wege zum glauben (CD e DVD)
- 2007 - Fremde Erde
- 2008 - Erinnerung an meiner Jugend
- 2009 - Ich Träume Von Der Heimat - Die Großen Erfolge (raccolta)
- 2009 - Meine Berge Dolomiten (raccolta)
- 2009 - Credo - Religiöse Lieder
- 2011 - Wenn es nacht wird in der Bergen
- 2011 - Der Mann aus der Bergen - Seine schönsten Liedern (raccolta)